# Forêt de Bojčin
La forêt de Bojčin (en serbe cyrillique : Бојчинска шума ; en serbe latin : Bojčinska šuma) est située en Serbie, dans la municipalité belgradoise de Surčin et sur le territoire du village de Progar. Associée à la lutte des Partisans communistes de Josip Broz Tito contre l'envahisseur nazi, elle est inscrite sur la liste des sites mémoriels de grande importance de la république de Serbie.

## Géographie
La forêt de Bojčin se trouve tout au sud de la Syrmie, à proximité de la réserve naturelle de l'Obedska bara. Elle fait partie de la municipalité de Surčin et se trouve entre les trois villages de Boljevci, Progar et Ašanja (dans la municipalité de Pećinci, en Voïvodine) et entre la rivière de la Save et le canal de la Jarčina.

## Flore

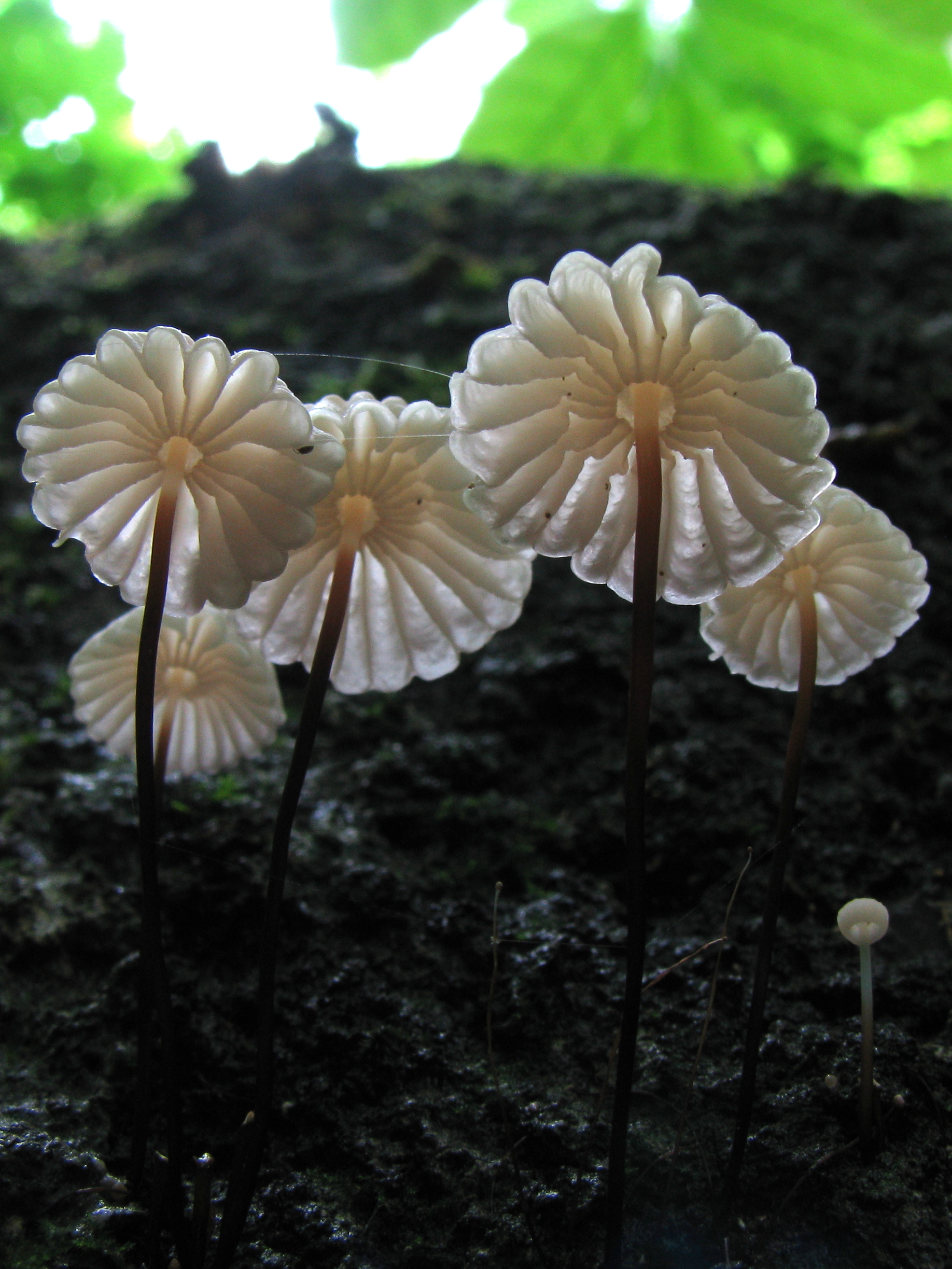
Le marasme petite roue

La forêt abrite des chênes, des charmes et des tilleuls, ainsi que quelques peupliers. On y trouve aussi des arbustes comme l'aubépine, l'églantier, le fusain d'Europe (Euonymus europaeus) et la rose sauvage et, au printemps, on peut y cueillir en abondance des fraises des bois. De nombreuses plantes médicinales poussent dans la forêt, comme la pulmonaire officinale (Pulmonaria officinalis), le lierre terrestre (Glechoma hederacea), la primevère (Primula vulgaris), la mélisse officinale (Melissa officinalis), le millepertuis (Hypericum perforatum), le calament ou l'aigremoine (Agrimonia eupatoria). Au mois de mai l'iris y fleurit. La forêt abrite de nombreuses orties et on y rencontre aussi l'ail des ours (Allium ursinum).

### Champignons
Plus de 200 espèces de champignons poussent dans la forêt ; parmi les principales espèces, on peut citer le cèpe d'été (Boletus reticulatus), la girolle (Cantharellus cibarius), la coulemelle (Macrolepiota procera) ou la langue de bœuf (Fistulina hepatica) ; on y trouve encore le bolet bronzé (Boletus aereus), le marasme petite roue (Marasmius rotula), le plutée couleur de lion (Pluteus leoninus) ou le polypore de couleur variable (Trametes versicolor).
Les principaux champignons recensés dans la forêt sont les suivants :
| - Polypore bisannuel (Abortiporus biennis) - Agaric auguste (Agaricus augustus var perrarus) - Agaricus bohusii - Rosé des prés (Agaricus campestris) - Agaric des bois (Agaricus silvicola) - Agrocybe précoce (Agrocybe praecox) - Amanite des Césars (Amanita caesarea) - Amanite étranglée (Amanita ceciliae) - Amanite fauve (Amanita fulva) - Amanite jonquille (Amanita gemmata) - Amanite argentée (Amanita mairei) - Amanite phalloïde (Amanita phalloides) - Amanita phalloides var. alba - Amanita queletii var. francheti - Amanita queletii var. lactella - Amanite rougissante (Amanita rubescens) - Amanita rubescens var. anulosulphurea - Amanite épaisse (Amanita spissa) - Amanite vaginée (Amanita vaginata) var. alba - Amanita vaginata var. flavescens | - Armillaire sans anneau (Armillaria tabescens) - Oreille de Judas (Auricularia auricula-judae) - Polypore brûlé (Bjerkandera adusta) - Bolet bronzé (Boletus aereus) - Cèpe d'été (Boletus reticulatus) - Bolet à pied rouge (Boletus erithropus) - Bolet pâle (Boletus fechtneri) - Bolet dépoli (Boletus impolitus) - Cèpe de Quélet (Boletus queletii) - Buglossoporus pulvinus - Bulgarie salissante (Bulgaria inquinans) - Tricholome de la Saint-Georges (Calocybe gambosa) - Girolle (Cantharellus cibarius) - Choiromyces meandriformis - Meunier (Ciltopilus prunulus) - Clavaire à crêtes (Clavulina cristata) - Clavaire rugueuse (Clavulina rugosa) - Clavaire jaunâtre (Clavulinopsis helvola) - Clitocybe inversé (Lepista inversa) - Clitocybe nébuleux (Clitocybe nebularis) | - Clitocybe odorant (Clitocybe odora) - Coprin micacé (Coprinus micaceus) - Cortinaire de Bulliard (Cortinarius bulliardii) - Cortinaire bleu violet (Cortinarius cumatilis) - Cortinaire remarquable (Cortinarius praestans) - Cortinaire purpurescent (Cortinarius purpurascens) - Cyathe strié (Cyathus striatus) - Entolome livide (Entoloma sinuatum) - Langue de bœuf (Fistulina hepatica) - Amadouvier (Fomes fomentarius) - Polypore aplani (Ganoderma applanatum) - Ganoderme luisant (Ganoderma lucidum) - Polypore en touffes (Grifola frondosa) - Bolet châtain (Gyroporus castaneus) - Helvelle solitaire (Helvella solitaria) - Hébélome radicant (Hebeloma radicosum) - Inocybe à lames couleur de terre (Inocybe geophylla) - Inocybe geophylla var.lilacina - Inocybe maculé (Inocybe maculata) - Inocybe fastigié (Inocybe rimosa) |

| - Polypore du chêne (Inonotus dryadeus) - Polypore hérissé (Inonotus hispidus) - Laccaire laqué (Laccaria laccata) - Psathyrelle pleureuse (Lacrymaria lacrymabunda) - Polypore soufré (Laetiporus sulphureus) - Vesse-de-loup géante (Langermania gigantea) - Bolet des charmes (Leccinum carpini) - Bolet des peupliers (Leccinum duriusculum) - Lentin tigré (Lentinus tigrinus) - Lépiote en bouclier (Lepiota clypeolaria) - Vesse-de-loup perlée (Lycoperdon perlatum) - Coulemelle (Macrolepiota procera) - Lépiote déguenillée (Macrolepiota rhacodes) var hortensis - Marasme petite roue (Marasmius rotula) - Morille ronde (Morchella rotunda) - Phallus de chien (Mutinus caninus) - Mycène incliné (Mycena inclinata) - Mycène pur (Mycena pura) - Mycène à pied jaune (Mycena renati) - Oxy porus latemarginatus | - Pleurote de l’olivier (Omphalotus olearius) - Collybie radicante (Oudemansiella radicata) - Satyre puant (Phallus impudicus) - Faux amadouvier (Phellinus igniarius) - Plutée couleur de cerf (Pluteus cervinus) - Plutée couleur de lion (Pluteus leoninus) - Corticie du chêne (Peniophora quercina) - Polypore alvéolé (Polyporus arcularius) - Polypore d'hiver (Polyporus brumalis) - Polypore du mûrier (Polyporus alveolaris) - Polypore écailleux (Polyporus squamosus) - Psathyrelle de Candolle (Psathyrella candolleana) - Psathyrelle conique (Psathyrella conopilus) - Psathyrelle hydrophile (Psathyrella piluliformis) - Chanterelle sinueuse (Pseudocraterellus undulatus) - Russule fétide (Russula foetens) - Russule hétérophylle (Russula heterophylla) - Russule jolie (Russula lepida) - Russule comestibe (Russula vesca) - Russule verdoyante (Russula virescens) | - Scléroderme vulgaire (Scleroderma citrinum) - Scléroderme verruqueux (Scleroderma verrucosum) - Pézize en bouclier (Scutellinia scutellata) - Stérée hirsute (Stereum hirsutum) - Théléphore à tête ramifiée (Thelephora anthocephala) - Tramète pubescente (Trametes pubescens) - Polypore de couleur variable (Trametes versicolor) - Urnule cratériforme (Urnula craterium) - Bolet à chair jaune (Boletus chrysenteron) - Bolet ferrugineux (Boletus ferrugineus) - Bolet rougeâtre (Boletus rubellus) - Bolet subtomenteux (Boletus subtomentosus) - Xylaire du bois (Xylaria hypoxylon) - Xylaire polymorphe (Xylaria polymorpha) |

## Faune

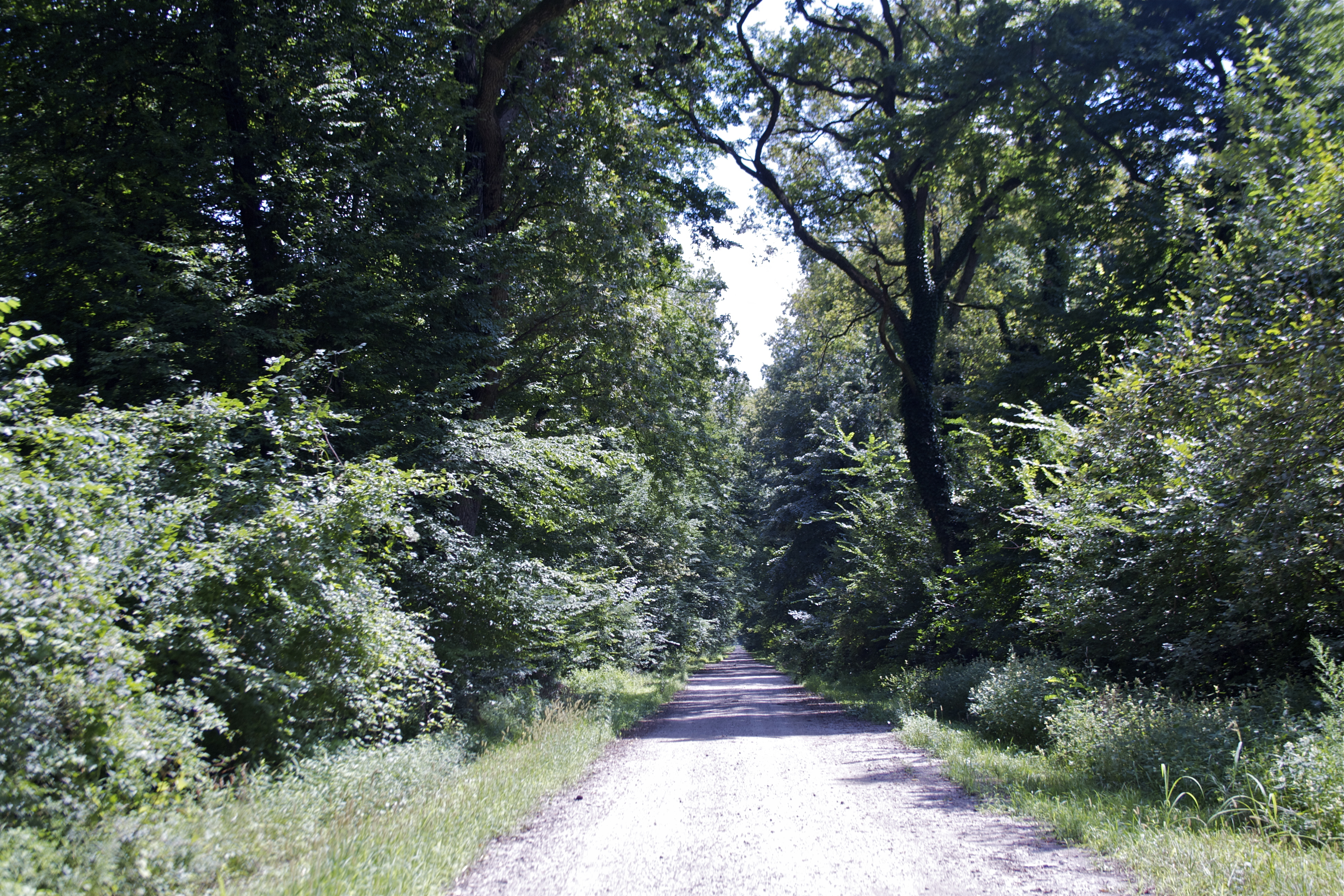
À travers la forêt de Bojčin

Dans la forêt vivent des lapins, des chevreuils et des sangliers. Le site constitue un paradis pour les moustiques, les mouches et les frelons et il abrite une grande variété d'oiseaux. Les étangs y sont peuplés de grenouilles et on y trouve aussi des lézards de la famille des Anguidae et des couleuvres à collier (Natrix natrix).

## Histoire
L'ensemble commémoratif de la forêt de Bojčin s'étend sur près de 620 ha. Il est associé à la lutte des Partisans communistes de Josip Broz Tito contre l'envahisseur nazi. De 1941 à 1944, les Partisans s'entraînèrent dans la forêt et de nombreuses actions y furent organisées, dont la première attaque dans le sud de la Syrmie ; elle servit également de cachette et de lieu de repli. De cette époque datent encore une tour d'observation, une cabane et une casemate. Depuis les années 1980, les lieux sont laissés à l'abandon et progressivement envahis par la végétation.
La forêt abrite deux monuments. L'un est situé sur la route du village de Progar et témoigne de la lutte entre les Partisans et les oustachis ; l'autre se trouve à l'emplacement de la base des Partisans.

## Théâtre d’été

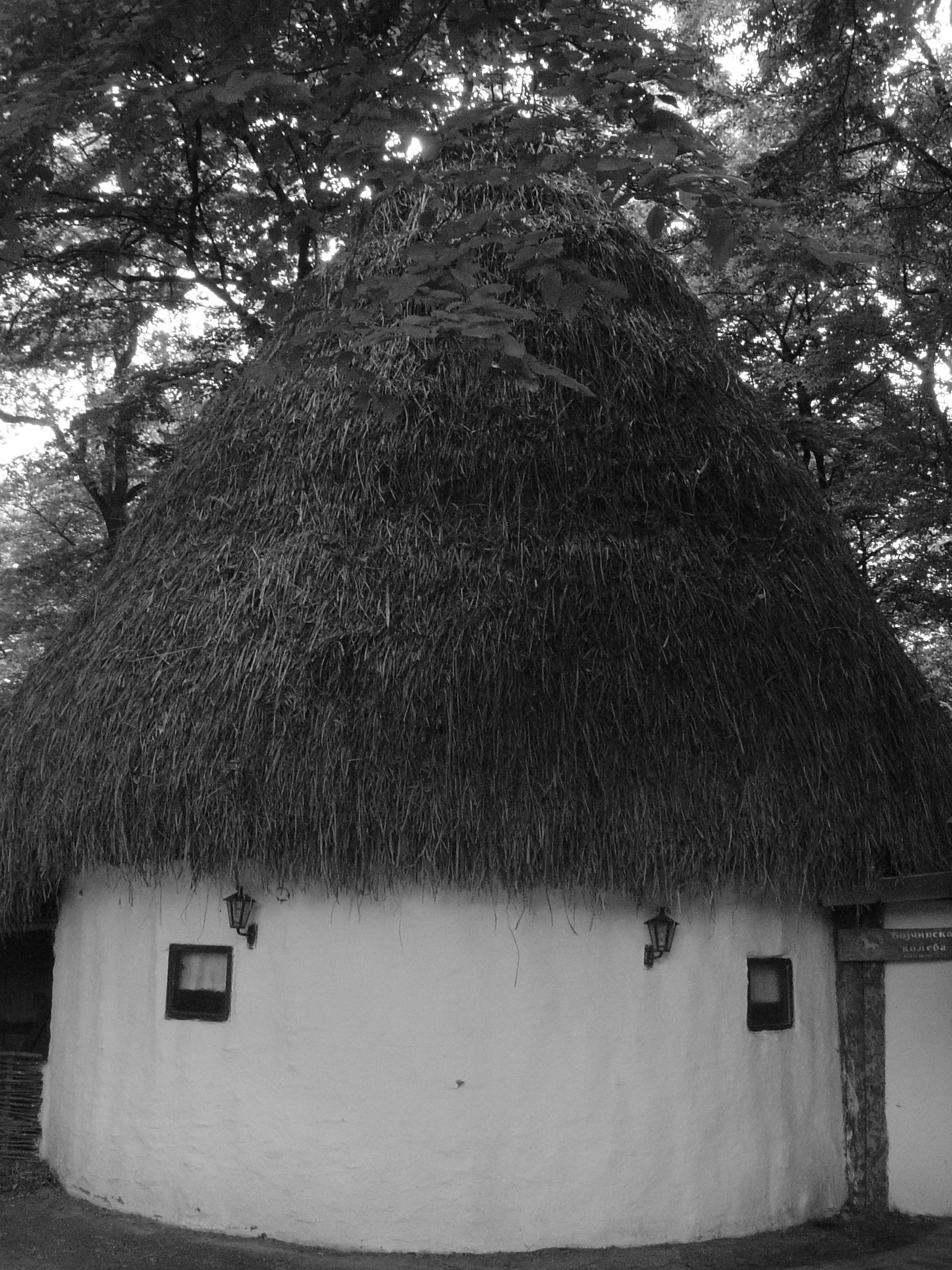
Restaurant «Cabane de Bojčin», (Bojčinska koliba), fait sur le modèle des maisons de Srem pour les cochons

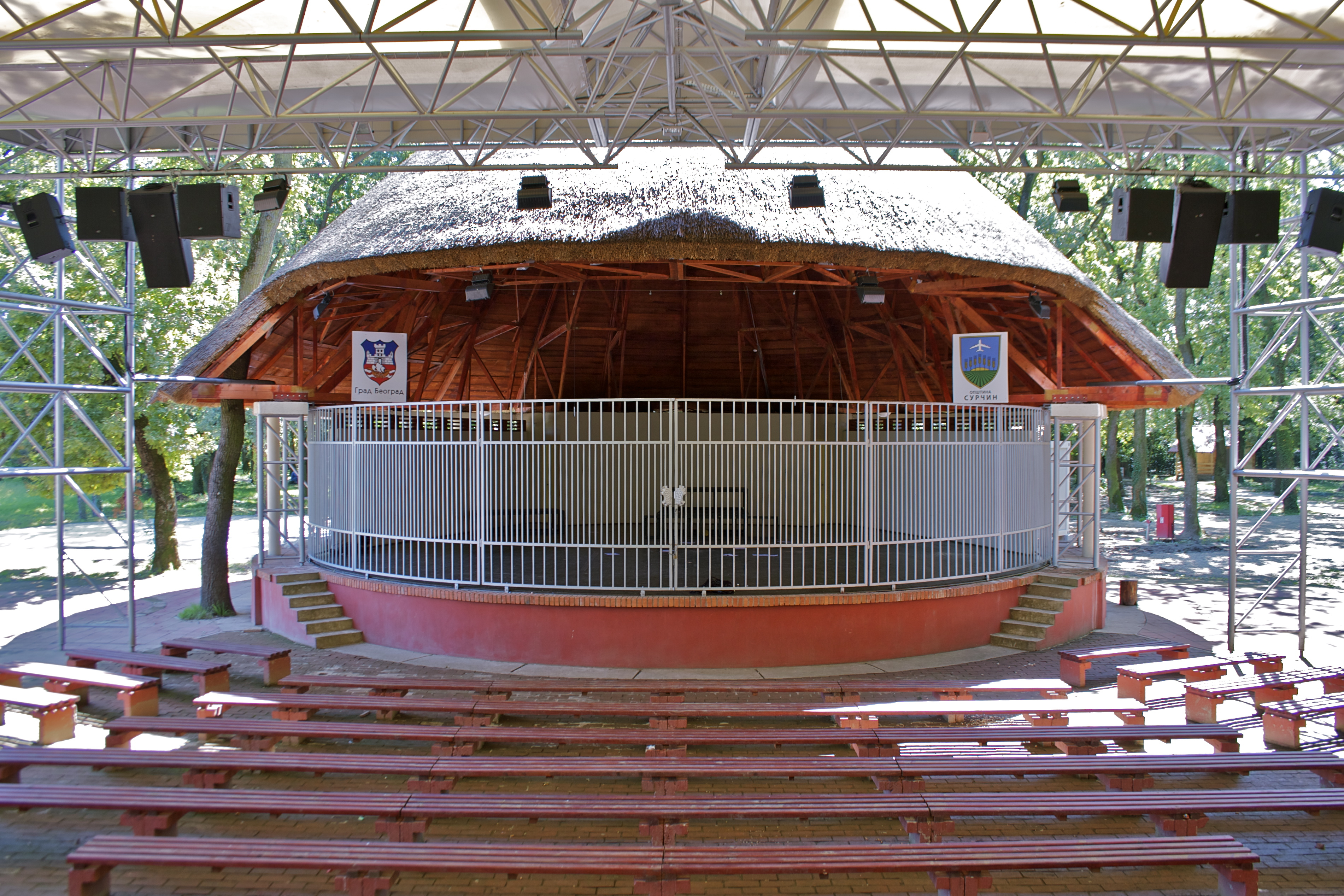
Théâtre d'été à la lisière de la forêt de Bojčin près de Progar

À l’entrée de la forêt de Bojčin, en 2010, un théâtre d'été a été construit conçu par l'architecte Zdravko Milinković. La scène est recouverte de roseaux épais, de 16 mètres de diamètre de la scène. À côté de la scène, il y a deux vestiaires et un auditorium d’amphithéâtre couvert pour 1000 visiteurs.
Directement derrière la scène, la même année, on a construit une colonie d'art, composé de six maisons en bois à une distance d'une vingtaine de mètres. Chaque maison dispose d'une salle de 12 m2, une salle de bains et une terrasse de 10 m2, et l’espace est climatisé.
Près de la scène on découvre un restaurant ethno «Cabane de Bojčin», (Bojčinska koliba), établissement de restauration composé des maisons typiques de Srem pour les couchons, recouverte de roseaux. Non loin du restaurant sont situés des bercails avec des porcs laineux.

## Événements
- Bien que le nouveau gouvernement a aboli en 2001 Jour du combattant (Dan borca) et Jour du soulèvement du peuple de Serbie[8], (Dan ustanka naroda Srbije) organisé par le Conseil de la ville SUBNOR (Fédération de l’association des anciens combattants de la guerre de libération nationale ) de Belgrade et la municipalité de Surčin, dans la forêt de Bojčin, les fêtes sont encore célébrées traditionnellement, le 4 et le 7 juillet, à la mémoire de début de la lutte antifasciste. Le Monument des combattants a été transféré de Srem dans la forêt, qui, jusqu'au 2 juillet 2012 et au cours des 55 dernières années, se tenait debout devant l'édifice municipal au centre de Surčin, ce qui a provoqué la protestation des citoyens[9]. Outre ce monument, à l'entrée de la forêt de Bojčin, près de la route de Progar, se trouve le Monument du premier combat entre les Partisans et les Oustachis dans le sud-est de Srem à l'été de 1942. Ce monument a été érigé en 1960.
- Festival d'été de Bojčin est un festival culturel et artistique qui a lieu depuis 2009[10], chaque week-end, et dure 5 mois, du début mai à la fin de septembre. Le programme comprend des soirées de poésie, des représentations théâtrales, des concerts de musique, où on joue de la musique folk, rock, pop, dixieland, fado, jazz et la musique classique). Il y a également d'autres formes d'activité théâtrale. Dans l'organisation de l'événement un grand nombre de bénévoles est impliqué. L’entrée au festival d'été de Bojčin, pour chaque programme est gratuite, mais les visiteurs peuvent faire des dons volontaires.
- Colonies d’art:
  - colonie de sculpture se trouve dans un espace ouvert, où les artistes, utilisant différentes méthodes technologiques traitent des matériaux traditionnels et nouveaux.
  - colonie de peinture

## Récréation
Il y a une piste de jogging 2 km de long avec 16 obstacles , promenade en calèche et à cheval lipizzan, du club équestre « Bojčin ».

## Transport
La lisière de la forêt de Bojčin on peut être atteindre en transport public, bus 605, qui part de Bežanija de Ledine, passe à travers Surčin, Јakovo et Boljevce avant d'arriver à Progar. on utilise la même route pour y venir en voiture de la direction de Belgrade, ou sur l'autoroute E70 à la sortie de l’aéroport Surčin de la direction de Кupinovo et Ašanja ou Bečmen et Petrović, et de la direction d’Obrenovac on peut arriver par le pont d’Obrenovac sur la rivière Save. Pendant la saison d'été, il est possible d'arriver par bateau du transport public, qui part de Blok 45 et navigue Save jusqu’à Progar.

## Tourisme

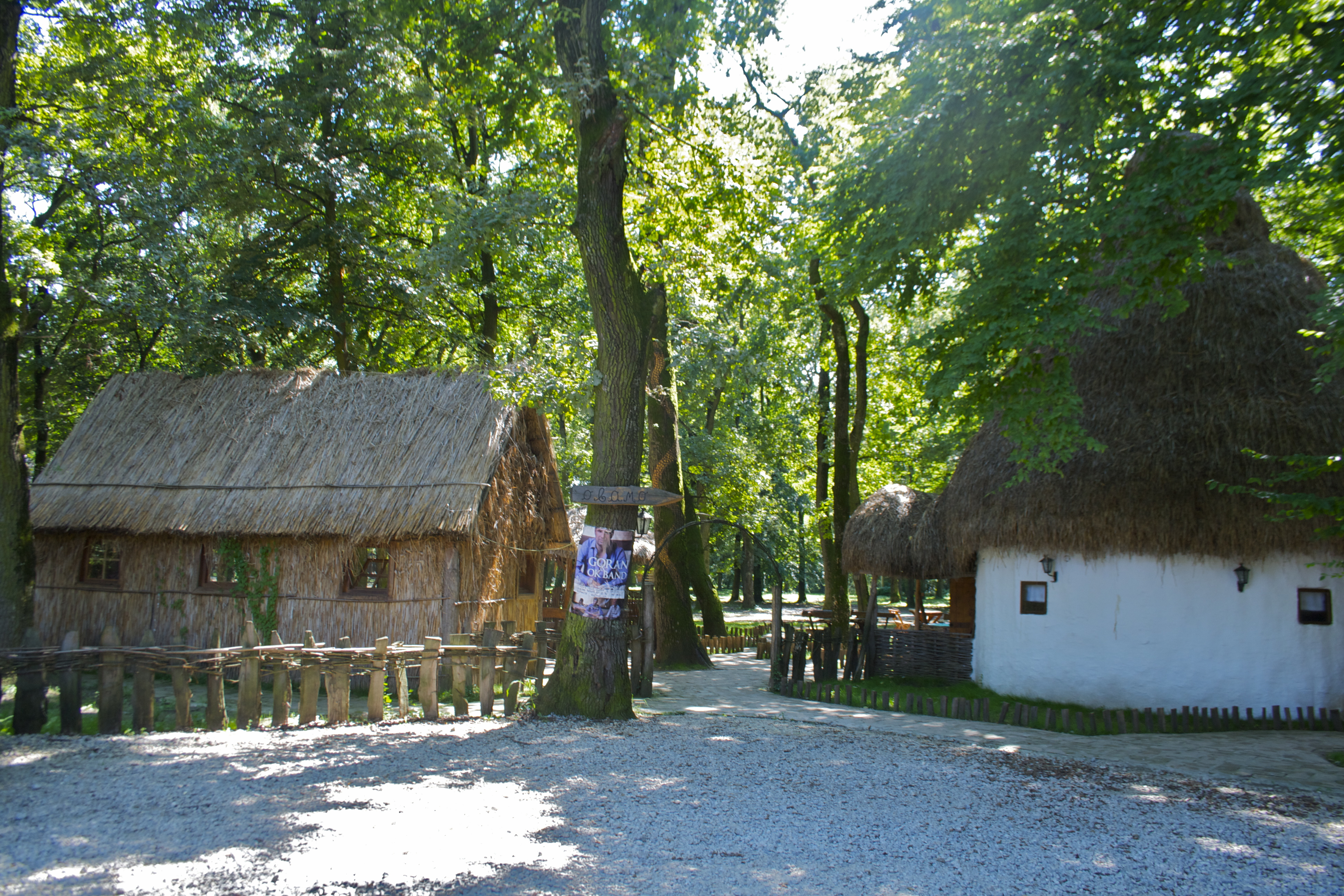
Restaurant dans la forêt de Bojčin